# 221a Brigada Mixta (Exèrcit Popular de la República)
La 221a Brigada Mixta va ser una unitat de l'Exèrcit Popular de la República creada durant la Guerra Civil Espanyola. Al llarg de la contesa va estar desplegada en els fronts d'Andalusia i Llevant.

## Historial
La unitat va ser creada en l'estiu de 1937, a Ciudad Real, a partir dels reemplaçaments de 1930, 1937 i 1938. Per a la prefectura de la 220a Brigada Mixta es va designar al comandant d'infanteria José Torralba Ordóñez, quedant la unitat agregada a la 68a Divisió del XX Cos d'Exèrcit.
El desembre de 1937 va ser transferida a la 71a Divisió del XXIII Cos d'Exèrcit i traslladada a Albuñol. Al març de 1938 el comandant Torralba va assumir la prefectura de la divisió, per la qual cosa el comandament de la 221a BM va passar al major de milícies Jesús Rubio Cerón. L'11 de juny, a causa de la difícil situació en la qual es trobaven les forces republicanes en Llevant, va ser enviada com a reforç al sector amenaçat. Agregada a la 49a Divisió del XX Cos d'Exèrcit, va passar a cobrir la línia defensiva establerta en el riu Millars. Per al 4 de juliol es trobava defensant el sector la Vall d'Uixó-Alfondeguilla, replegant-se posteriorment fins a aconseguir la línia XYZ.
Entre el 7 i el 10 de novembre va prendre part en l'ofensiva republicana sobre Nules i Castelló de la Plana, que acabaria fracassant. Després d'això no va tornar a intervenir en operacions militars. El 4 de febrer de 1939 la 221a BM va ser agregada a la 15a Divisió del XX Cos d'Exèrcit i va passar a rellevar a la 75a Brigada Mixta.

## Comandaments
Comandants:
- Comandant d'infanteria José Torralba Ordóñez;[5]
- Major de milícies Jesús Rubio Cerón;

Comissaris
- Antonio Romero Cebriá, d'IR;[6]